# Bia (voleibolista)
Ana Beatriz Francisco das Chagas (Rio de Janeiro,  18 de outubro de 1971) é  uma ex-voleibolista indoor brasileira, que atuou na posição de Ponta e Oposta, com marca de 296 cm de alcance no ataque e 286 no bloqueio, possui passagens em clubes nacionais e internacionais; representou também a Seleção Brasileira e por esta foi bicampeã do Campeonato Sul-Americano nos anos de 1997 e 2003, medalhista de prata na  Copa do Mundo no Japão, medalhista de ouro na edição do Grand Prix de 2004 na Itália e foi semifinalista nos Jogos Olímpicos de Verão de Atenas de 2004.Em clubes possui o título do Campeonato Sul-=Americano de Clubes de 1996 no Peru, além  do extinto Torneio Internacional Salonpas Cup de 2002 e em 2005, tendo um vice-campeonato nesta competição no ano de 2004 e também traz em seu currículo duas medalhas no Torneio Internacional Top Volley na Suíça, ouro em 2004 e bronze no ao seguinte.

## Carreira
Bia inicia sua trajetória  aos 11 anos de idade em sua cidade natal, incentivada por seu professor quando estava no Colégio São Tomás de Aquino e chegou na AABB/Tijuca/RJ em 1989.Bia atuou profissionalmente pela equipe do Sollo/Tietê na temporada 1994-95, quando disputou sua primeira Superliga Brasileira A, ocasião que alcançou a quinta posição e não marcando nenhum ponto .Por esse cube disputou a Superliga Brasileira A 1995-96, alcançando o bronze nesta edição e novamente não marcou nenhum ponto
Atuando na posição de Ponteira, porém escondida do passe,  foi  campeã do Campeonato Paulista no ano de 1996 pela equipe BCN/Osasco, e por este disputou a Superliga Brasileira A 1996-97, contribuindo com 137 pontos, sendo 102 de ataques, 18 de bloqueios e 17 de saques alcançando o bronze nesta edição.
Em 1997 foi convocada pela primeira vez para Seleção Brasileira cujo técnico era Bernardo Rezende e disputou o Campeonato Sul-Americano na capital peruana, ocasião que conquistou a medalha de ouro e no mesmo ano disputou pela seleção principal o Torneio Classificatório para o Campeonato Mundial de 1998 no Japão,  a qualificação foi obtida nas cidades de : Buenos Aires -Argentina e em Arequipa -Peru.
Nas competições de 1997-98 foi contratada pelo Mappin/Pinheiros  e representando-o competiu na correspondente Superliga Brasileira A, avançando as semifinais e encerrando na quarta posição, edição na qual registrou um total de 193 pontos, destes 155 foram de ataques, 25 de bloqueios e 13 provenientes de saques.
Reforçou no período esportivo de 1998-99 a equipe da UnG, disputou o Campeonato Paulista de 1998, e por equipe atuou na referente Superliga Brasileira A, avançando as semifinais e encerra na quarta posição novamente atingindo a marca de 409 pontos nesta edição, destes 358 foram de ataques, 41 de bloqueios e 10 de saques.
Foi atleta do Flamengo  e foi campeã do Campeonato Carioca em 1999; e por este avançou a segunda fase da Superliga Brasileira A 1999-00 encerrando na quinta posição , individualmente contribuiu com 182 pontos, 155 de ataques, 23 de bloqueios e 4 provenientes de saques.
Transferiu-se na temporada seguinte para o MRV Minas  e disputou  a Liga Sul-Americana de Clubes Campeões de 2000, Copa Bradesco Saúde,  torneio disputado em Joinville em substituição ao  Campeonato Sul-Americano de Clubes  ocasião que conquistou o título.Foi campeã da Supercopa dos Campeões em  Ipatinga-MG.Nessa jornada seu clube representou a cidade de São Bernardo do Campo com a alcunha MRV/São Bernardo nas competições do Estado de São Paulo, e nesta parceria foi vice-campeã da Copa São Paulo em 2000 .
Conquistou  também pelo MRV/São Bernardo o título do  Campeonato Paulista de 2000 e no mesmo ano  foi vice-campeã dos Jogos Abertos do Interior, sediados em Santos, alcançou  o bronze na  Superliga Brasileira A 2000-01 registrando 250 pontos, destes foram 209 de ataques, 35 de bloqueios e 6 de saques.
Na temporada 2001-02, Bia defendeu o Macaé Nuceng e competiu no Campeonato Carioca de 2001 avançando a final da edição sagrando-se vice-campeã carioca de 2001; já na correspondente Superliga Brasileira A  encerrando na quinta posição na Superliga Brasileira A correspondente quando marcou 290 pontos, destes 261 foram de ataques, 23 de bloqueios e 6 de saques.
No período esportivo seguinte reforça a equipe do BCN/Osasco cujo técnico era Zé Roberto Guimarães, e em 2002 conquistou o ouro nos Jogos Regionais de Caieiras, e também no extinto  Torneio Internacional  Salonpas Cup, este sediado em Fortaleza-Brasil, mesmo resultado obtido nos  Jogos Abertos do Interior , realizados na  cidade de Franca-SP .
Ainda pelo BCN/Osasco disputou  e alcançou o título do Campeonato Paulista de 2002.No mesmo ano obteve o vice-campeonato do Grand Prix de Clubes ; e sagrou-se campeã  da  Superliga Brasileira A de  2002-03 e seu desempenho rendeu-lhe o prêmio de Melhor Atacante , contribuindo com  315 pontos, destes foram 282 de ataques, 30 de bloqueios e 3 provenientes de saques, e também foi eleita a Melhor Jogadora da edição
O rendimento de Bia na temporada 2002-03 e o convívio com o técnico Zé Roberto Guimarães, época que já era o técnico da Seleção Brasileira, foi “coroada” com a convocação em 2003, retornando a seleção aos 32 anos e sagrando-se bicampeã no Campeonato Sul-Americano realizado em Bogotá-Colômbia e esteve na equipe brasileira que disputou a Copa do Mundo de 2003 no Japão e com excelente campanha com apenas uma derrota para as chinesas, conquistam a medalha de prata e a qualificação do país para edição dos Jogos Olímpicos de Verão de Atenas 2004.
Na referida Copa do Mundo, ela disputou apenas metade dos jogos pela seleção principal, por causa de uma contusão, mas se recuperou em tempo para atuar na jornada seguinte, quando o BCN/Osasco passou a utilizar a alcunha: Finasa/Osasco.E por esse clube conquistou o vice-campeonato dos Jogos Abertos do Interior em Santos de 2003; obteve o título do Campeonato Paulista de 2003, competindo também na Superliga Brasileira A 2003-04, alcançando o bicampeonato consecutivo nesta edição, com um desempenho de 290 pontos, sendo 257 de ataques, 23 de bloqueios e 10 de saques, salientando que foi nesta edição que atingiu e superou  a marca dos 2 mil pontos na história da competição.
Voltou a vestir a camisa  da seleção principal  em 2004 quando foi convocada pelo técnico Zé Roberto Guimarães para disputar o Grand Prix de 2004, nesta edição vestiu a camisa#11 conquistou a medalha de ouro na competição e individualmente “brigando” por uma vaga na equipe para realizar o sonho de disputar a Olimpíada de Atenas no mesmo ano.Novamente foi convocada pelo técnico Zé Roberto, desta vez para disputar sua primeira edição dos Jogos Olímpicos de Verão,e esteve na equipe  em Atenas 2004, participou de  quatro jogos na fase preliminar, da vitória sobre a Seleção dos Estados Unidos nas quartas de final, da eliminação histórica para Seleção Russa na semifinal e derrota para Seleção Cubana na disputa da medalha de bronze, esta  partida Bia atuou quase o tempo todo, mas com a equipe abatida devido a traumática eliminação a terminou na quarta colocação neste evento.
Renovou com o Finasa/Osasco para a temporada 2004-05, e por este conquistou o tricampeonato consecutivo do Campeonato Paulista em 2004  e no mesmo ano a medalha de ouro  do Torneio Internacional Top Volley na Basiléia, também foi  vice-campeã do Salonpas Cup 2004.Pelo Finasa/Osaco também foi  tricampeã da Superliga Brasileira A 2004-05 , marcando 352 pontos, 313 de ataques, 30 de bloqueios e 9 de saques.
Na jornada 2005-06 permanece no Finasa/Osasco e conquistou em 2005 o vice-campeonato dos Jogos Abertos do Interior em Botucatu, também foi medalhista de bronze no Torneio Top Volley de 2005 na Suíça , também sagrou-se campeã  invicta do Campeonato Paulista de 2005.Além disso conquistou os títulos do Torneio Internacional Salonpas Cup, da Copa São Paulo e dos Jogos Regionais de Praia Grande.Já na Superliga Brasileira A 2005-06 foi vice-campeã.
Em 2006 negociou com o voleibol turco e se transferiu para defender as cores do Fenerbahçe Acıbadem  na temporada 2006-07  sagrando-se  vice-campeã da Liga A Turca e não renovando com esta equipe para a temporada 2007-08, optando em atuar no voleibol espanhol pela equipe do  Ícaro Palma, onde foi vice-campeã da Superliga Espanhola A 2007-08 e disputou a XXXIII Copa da Rainha da Espanha2008 na qual conquistou o bronze.
Bia pensava em 2008 no encerramento da carreira, quando tudo estava encaminhado, recebeu uma proposta e foi repatriada pelo Mackenzie/ Cia. do Terno  estava há seis meses sem jogar e seu clube representou o Botafogo/ Cia. do Ternono Campeonato Carioca de 2008 e foi vice-campeã nesta edição e pelo Mackenzie  conquistou o título do Campeonato Mineiro deste ano e disputou por este a Superliga Brasileira A na temporada 2008-09 quando avançou às quartas de final desta competição e encerrou na sexta posição sob o comando do técnico Sérgio Vera.Não renovou com o clube para a temporada 2009-10.

## Títulos e resultados
- Jogos Olímpicos de Verão: 4º lugar (2004)[39]
- Torneio Classificatório para o Campeonato Mundial de 1998: 1º lugar (1997) [6]
- Superliga Brasileira A: 1º lugar (2002-03[33], 2003-04[1] e 2004-05[1][4]), 2º lugar (2005-06[4]), 3º lugar (1995-96, 1996-97 e 2000-01)[4],  4º lugar (1997-98[8] e 1998-99[11]),  5º lugar (1994-95 e 1999-00[4]) e 6º lugar (2008-09[59])
- Supercopa dos Campeões:1º lugar (2000) [6]
- Superliga Espanhola A: 2º lugar (2007-08)[50]
- Copa de S.M. Rainha da Espanha: 3º lugar(2008)[52]
- Liga A Turca:2º lugar (2006-07) [48]
- Grand Prix de Clubes:2º lugar (2002)[31]
- Campeonato Paulista:1º lugar (1996[5], 2000[20], 2002[30], 2003[36], 2004[40] e 2005[45])
- Rio de Janeiro Campeonato Carioca:2º lugar (2008)[55]
- Rio de Janeiro Campeonato Carioca:1º lugar (1999)[13]
- Rio de Janeiro Campeonato Mineiro:1º lugar (2008)[56]
- Jogos Regionais :1º lugar (2002[26] e 2005[47])
- Jogos Abertos do Interior :1º lugar (2002)[28] e 2º lugar (2000[21], 2003[35] e 2005[43])
- Copa São Paulo: 1º lugar (2005)[47] e 2º lugar (2000[19])

## Premiações individuais
- Melhor Jogadora da Superliga Brasileira A de 2002-03[34]
- Melhor Atacante da Superliga Brasileira A de 2002-03[32]